# Bad Kreuzen
Bad Kreuzen ist eine Marktgemeinde und ein Kneippkurzentrum in Oberösterreich im Unteren Mühlviertel im Bezirk Perg mit 2442 Einwohnern (Stand 1. Jänner 2024).

## Geografie
Bad Kreuzen liegt auf einer Höhe von 474 m ü. A. 7 Kilometer nördlich der Donau bei Grein. Die Ausdehnung beträgt von Nord nach Süd 9,4 Kilometer, von West nach Ost 8,5 Kilometer. Die Gesamtfläche beträgt 39,90 Quadratkilometer. 29,4 Prozent der Fläche sind bewaldet, 64,6 Prozent der Fläche sind landwirtschaftlich genutzt.
- Wolfsschlucht

Der Ort im Gerichtsbezirk Perg befindet sich etwa 17 Kilometer östlich der Bezirkshauptstadt Perg.

### Gemeindegliederung
| Katastralgemeinden                                                               | Ortschaften in der Gemeinde |
| -------------------------------------------------------------------------------- | --- |
| Dörfl (13,94 km²) Kalmberg (7,37 km²) Kreuzen (7,28 km²) Wetzelstein (11,30 km²) | Bad Kreuzen (M) · Innerstein (ZH) · Klaus (ZH) · Kollroßdorf (ZH) · Kühweid (R) · Lehen (ZH) · Mitterdörfl (ZH) · Neuaigen (D) · Oberdörfl (ZH) · Obereisendorf · Oberkalmberg (ZH) Kalmberg (W) Panholz (ZH) · Schönfichten (ZH) · Thomastal (ZH) · Unterdörfl (ZH) · Untergaisberg (E) · Wetzelstein (ZH) · Würzenberg (ZH) |
| Legende                                                                          | |

| In der Spalte Katastralgemeinden sind sämtliche Katastralgemeinden einer Gemeinde angeführt. In der Klammer ist die jeweilige Fläche in km² angegeben. |
| In der Spalte Ortschaften sind sämtliche von der Statistik Austria erfassten Siedlungen, die auch eine eigene Ortschaftskennziffer aufweisen, angeführt. In der Hierarchieebene derselben Spalte, rechts eingerückt, werden nur Ansiedlungen, die mindestens aus mehreren Häusern bestehen, dargestellt. Die wichtigsten der verwendeten Abkürzungen sind: - M = Hauptort der Gemeinde - Stt = Stadtteil - R = Rotte - W = Weiler - D = Dorf - ZH = Zerstreute Häuser - Sdlg = Siedlung - Hgr = Häusergruppe - E = Einzelgehöft (nur wenn sie eine eigene Ortschaftskennziffer haben) Die komplette Liste der Statistik Austria ist in: Topographische Siedlungskennzeichnung nach STAT Zu beachten ist, dass manche Orte unterschiedliche Schreibweisen haben können. So können sich Katastralgemeinden anders schreiben als gleichnamige Ortschaften bzw. Gemeinden. Quelle: Statistik Austria – Liste für Oberösterreich (PDF) |

Das Gemeindegebiet umfasst folgende Ortschaften (in Klammern Einwohnerzahl Stand 1. Jänner 2024):
- Bad Kreuzen (771)
- Innernstein (41)
- Klaus (88)
- Kollroßdorf (117)
- Kühweid (231)
- Lehen (22)
- Mitterdörfl (160)
- Neuaigen (329)
- Oberdörfl (60)
- Obereisendorf (32)
- Oberkalmberg (132) samt Kalmberg
- Panholz (29)
- Schönfichten (32)
- Thomastal (8)
- Unterdörfl (191)
- Untergaisberg (6)
- Wetzelstein (84)
- Würzenberg (109)

Die Gemeinde gehört zum Gerichtsbezirk Perg.

### Nachbargemeinden
| St. Thomas am Blasenstein | Pabneukirchen                               | Dimbach                  |
| Münzbach                  | Kompassrose, die auf Nachbargemeinden zeigt | Waldhausen im Strudengau |
| Klam                      | Saxen, Grein                                | St. Nikola an der Donau  |

## Geschichte
Die älteste Erwähnung der um 900 erbauten Burg Kreuzen als Chroucen stammt aus dem Jahr 1147. Ursprünglich im Ostteil des Herzogtums Bayern liegend, gehörte der Ort seit dem 12. Jahrhundert zum Herzogtum Österreich. Seit 1490 wird er dem Fürstentum Österreich ob der Enns zugerechnet.
An die Besetzung des Ortes während der Napoleonischen Kriege erinnert die so genannte Franzosenhütte, ein alter Getreidespeicher beim Rotaigner in  Unterdörfl 29, an welchem Einschusslöcher im  Holz und kleine Dellen im Eisenblech heute noch zu sehen sind.
Die ursprünglich vier Katastralgemeinden und ab 1850 selbständigen Ortsgemeinden Kreuzen, Kalmberg, Dörfl und Wetzelstein sowie Teile der Grein zugeordneten Katastralgemeinde Panholz wurden 1875 zur Ortsgemeinschaft Kreuzen vereinigt. Die Marktgemeinde beruft sich auf ein 1482 dokumentiertes Marktrecht.
Seit 1973 wird in Anknüpfung an die lange Tradition als Kneipp- und Kurort die offizielle Bezeichnung „Bad Kreuzen“ für die Marktgemeinde verwendet.

### Kurbetrieb
Im Jahr 1565 stiftete Ferdinand Helfried von Meggau das Spital zu Kreuzen, eine Vorläufereinrichtung des Kurhauses. Seit 1835 bestand in Kreuzen ein bescheidener Kurbetrieb, der kaltes Wasser als Heilmittel verwendete. Spätestens ab 1912 wurde die Kaltwasserheilanstalt ganzjährig betrieben. Im Ersten Weltkrieg diente das Kurhaus als Lazarett. Im Zweiten Weltkrieg fanden volksdeutsche Flüchtlinge dort Zuflucht. Über die norwegische Europahilfe kam das Kurhaus 1959 an das Österreichische Rote Kreuz. Im Jahr 1984 beherbergten das Kurhaus und einige Ortsgasthäuser rund 400 Flüchtlinge. Das heutige „Kurheim der Schwestern vom Karmel“ wurde im Jahr 1972 gegründet.

### Einwohnerentwicklung
Von 1981 bis 2001 waren die Geburtenbilanz positiv und die Wanderungsbilanz negativ. Seit 2001 gibt es eine Zuwanderung, die Geburtenbilanz wurde jedoch negativ.

## Kultur und Sehenswürdigkeiten

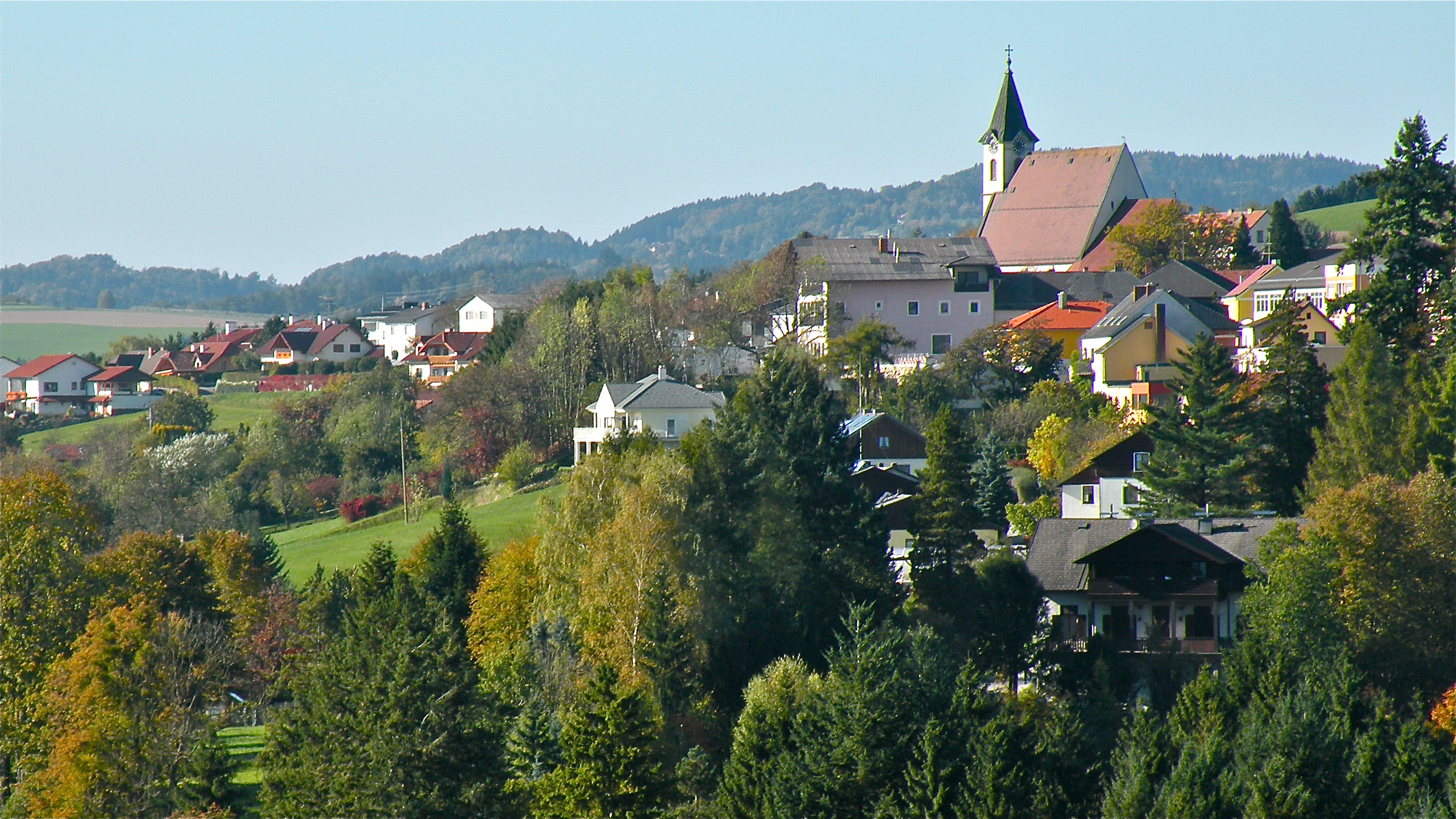
Pfarrkirche Bad Kreuzen

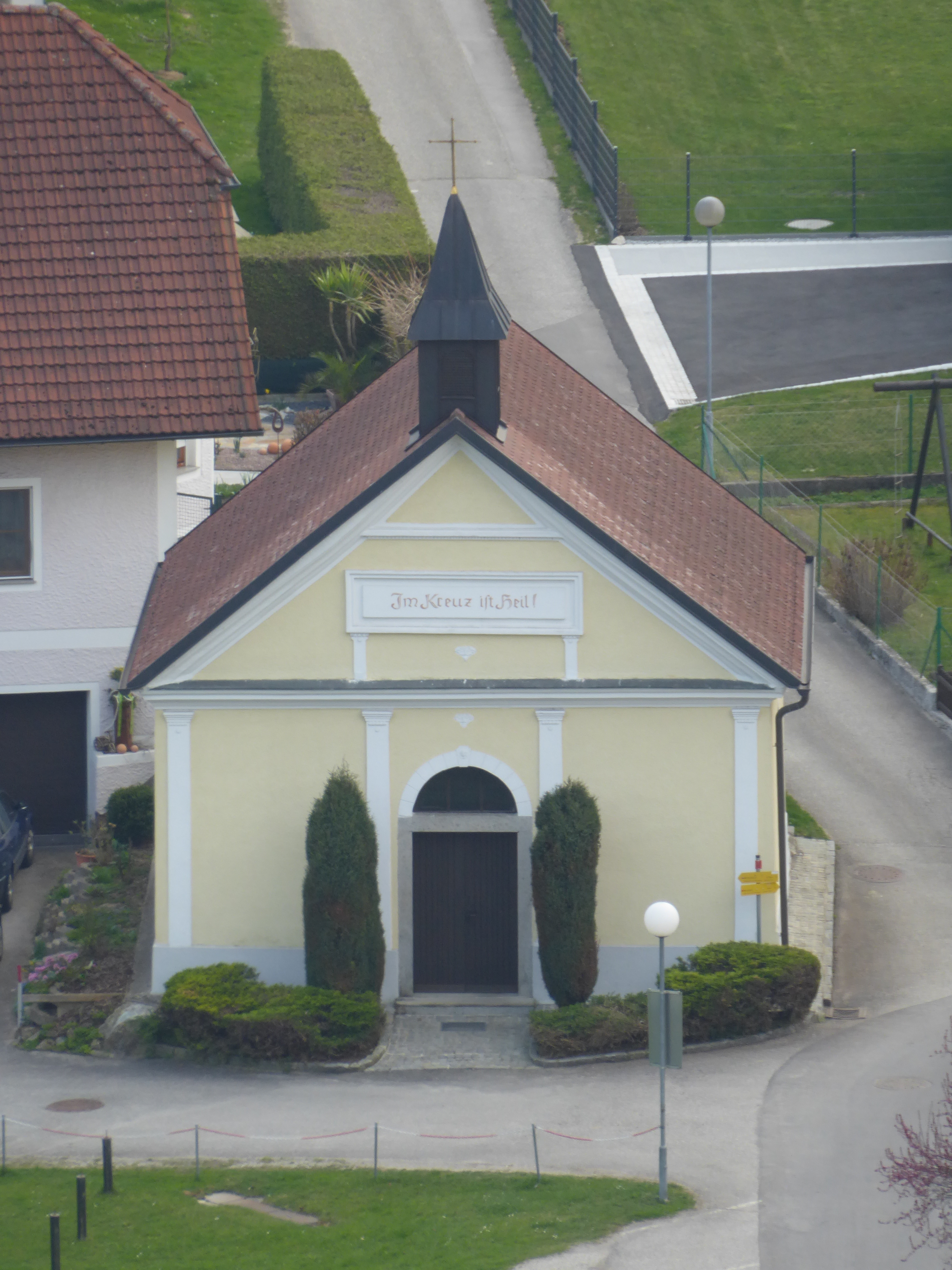
Wallfahrtskapelle Aigner Kreuz

- Burg Kreuzen: Die einst nach der Burg Schaunberg zweitgrößte Wehranlage in Oberösterreich wurde um 900 als Fliehburg erbaut. Zu sehen sind der Arkadenhof, das Tafelzimmer, die Burgkapelle und der Burgturm.
- Katholische Pfarrkirche Bad Kreuzen hl. Veit
- Katholische Wallfahrtskapelle Aigner Kreuz in Neuaigen
- Das Naturdenkmal Vier Linden bei der Maria-Hilf-Kapelle, das Naturdenkmal Burglinde im Burghof der Burg Kreuzen, das Naturdenkmal Hauseiche (Steinereiche) und die Hiblereiche in Mitterdörfl sind im Naturschutzbuch der oberösterreichischen Landesregierung als Naturdenkmäler ausgewiesen.[10]

## Wirtschaft und Infrastruktur

### Wirtschaftssektoren
Im Jahr 2010 gab es 104 landwirtschaftliche Betriebe, die im Haupterwerb geführt wurden. Diese bewirtschafteten mehr als drei Viertel der Flächen. Im schwach ausgeprägten Produktionssektor beschäftigten elf Warenhersteller rund sechzig und elf Baufirmen rund dreißig Personen. Im Dienstleistungssektor waren rund 200 der Arbeitnehmer in sozialen und öffentlichen Diensten beschäftigt, vierzig in Beherbergung und Gastronomie und dreißig im Handel.
| Wirtschaftssektor            | Anzahl Betriebe | Anzahl Betriebe | Erwerbstätige | Erwerbstätige |
| Wirtschaftssektor            | 2011            | 2001            | 2011          | 2001          |
| ---------------------------- | --------------- | --------------- | ------------- | ------------- |
| Land- und Forstwirtschaft 1) | 186             | 223             | 187           | 261           |
| Produktion                   | 24              | 18              | 87            | 87            |
| Dienstleistung               | 76              | 49              | 342           | 226           |

1) Betriebe mit Fläche in den Jahren 2010 und 1999

### Unternehmen
- Freies Magazin fm5

### Berufspendler
|  | Hier fehlt eine Grafik, die leider im Moment aus technischen Gründen nicht angezeigt werden kann. Wir arbeiten daran! |

Von den über 1100 Erwerbstätigen, die 2011 in Bad Kreuzen wohnten, arbeitete ein Drittel in der Gemeinde und zwei Drittel pendelten aus. Etwa 220 Menschen kamen aus der Umgebung, um in Bad Kreuzen zu arbeiten.

## Politik

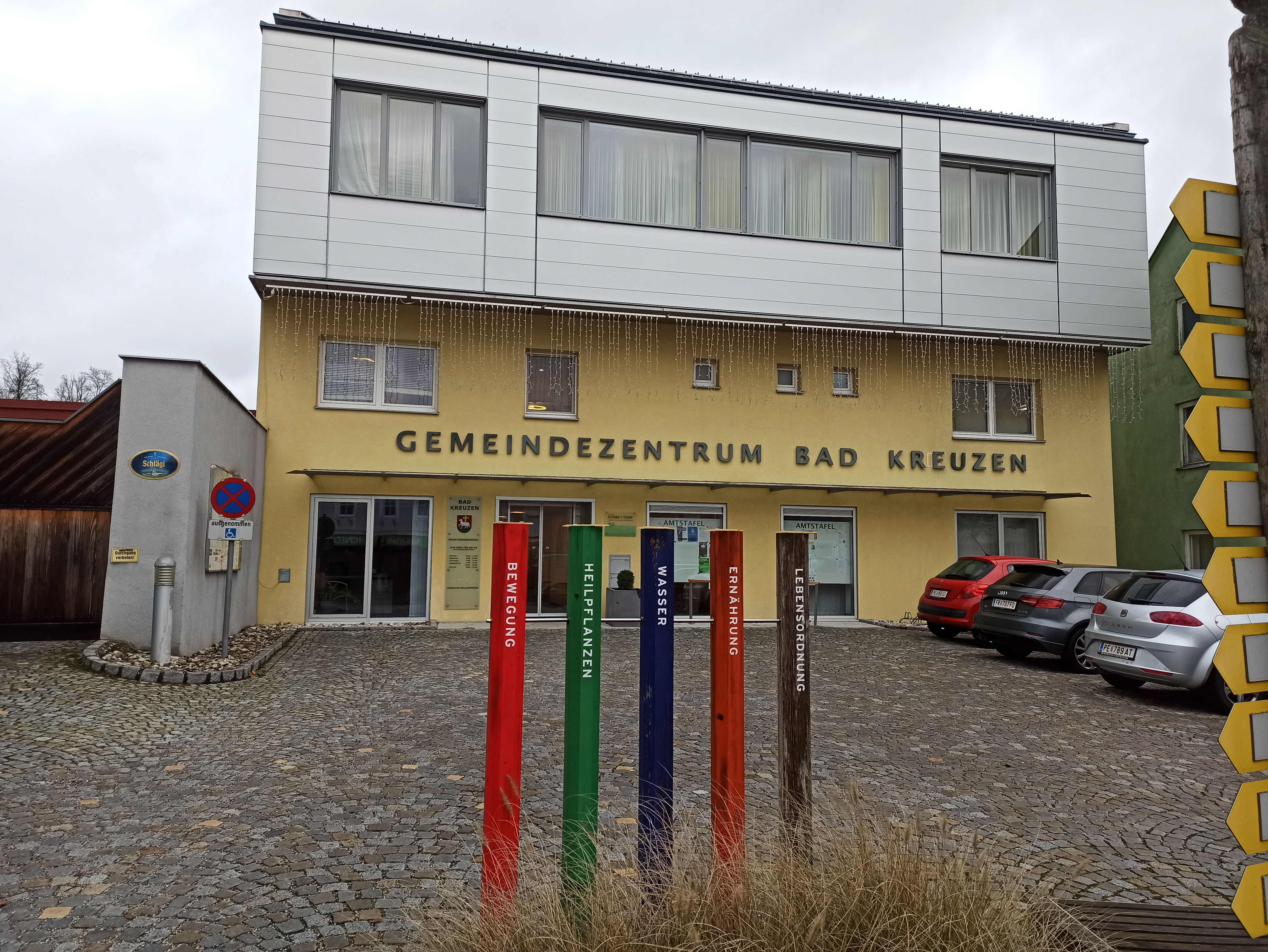
Gemeindezentrum in Bad Kreuzen

### Gemeinderat
Der Gemeinderat hat 19 Mitglieder. Von 2003 bis nach den Wahlen 2015 hatte der Gemeinderat 25 Mandate.
- Mit den Gemeinderats- und Bürgermeisterwahlen in Oberösterreich 1997 hatte der Gemeinderat folgende Verteilung: 21 ÖVP und 4 SPÖ.[15]
- Mit den Gemeinderats- und Bürgermeisterwahlen in Oberösterreich 2003 hatte der Gemeinderat folgende Verteilung: 22 ÖVP und 3 SPÖ (25 Mandate).[16]
- Mit den Gemeinderats- und Bürgermeisterwahlen in Oberösterreich 2009 hatte der Gemeinderat folgende Verteilung: 21 ÖVP, 2 FPÖ und 2 SPÖ (25 Mandate).[17]
- Mit den Gemeinderats- und Bürgermeisterwahlen in Oberösterreich 2015 hatte der Gemeinderat folgende Verteilung: 20 ÖVP, 4 FPÖ und 1 SPÖ (25 Mandate).[18]
- Mit den Gemeinderats- und Bürgermeisterwahlen in Oberösterreich 2021 hat der Gemeinderat folgende Verteilung: 15 ÖVP, 3 FPÖ und 1 SPÖ (19 Mandate).[19]

### Bürgermeister
Bürgermeister seit 1850 waren:
- Franz Strasser (1850 bis 1861)
- Anton Winglmair (1861 bis 1870)
- Anton Grasser (1870 bis 1875)
- Anton Winglmayr (1875 bis 1885)
- Leopold Stiermayr (1885 bis 1895)
- Daniel Bauernfeind (1895 bis 1913)
- Johann Pilz (1913 bis 1919)
- Johann Nösterer (1919 bis 1926)
- Johann Pilz (1926 bis 1938)
- Hans Hirsch (1938)
- Johann Wimhofer (1938 bis 1945)
- Franz Steinbauer (1945 bis 1946)
- Josef Langeder (1946 bis 1948)
- Ignaz Leonhartsberger (1948 bis 1955)
- Ferdinand Riegler (1955 bis 1976)
- Josef Brandstetter (1977 bis 1985)
- Viktor Sigl (1985 bis 2006) (ÖVP)
- Manfred Nenning (ab 2006) (ÖVP)

### Wappen
Blasonierung: In Rot auf grünem Dreiberg ein silbernes Lamm mit einem goldenen, auf dem Rücken aufgesteckten, lateinischen Kreuz.
Die Gemeindefarben sind Rot-Weiß-Grün.

## Persönlichkeiten

### Ehrenbürger von Kreuzen
(die Zahlenangabe in Klammer betrifft das Jahr der Ernennung)
- Theodor Douth, Steuerverwalter (1906)
- Theodor Mair, Oberlehrer (1914)
- Hermann Rottensteiner, Arzt (1929)
- Franz Singer, Pfarrer (1930)
- Ing. Günther, Oberforstrat (1930)
- Franz Rienmüller, Bezirkshauptmann (1934)
- Josef Mayrhofer, Landrat (1934)
- Johann Pilz, Bürgermeister (1937)
- Johann Blöchl, Landeshauptmann-Stellvertreter (1953)
- Ernst Neweklowsky, Landesbeamter (1959)
- Johann Gütlinger, Pfarrer (1965)
- Erwin Wenzl, Landeshauptmann (1976)
- Ferdinand Riegler, Bürgermeister (1977)
- Theodor Albrecht, Arzt (1982)
- Hugo Reichenvater, Altpfarrer[23]

### Ehrenringträger von Kreuzen
- Franz Steinbauer, Bürgermeister (1956)
- Josef Brandstetter, Bürgermeister (1986), Träger des Goldenen Verdienstzeichens der Republik Österreich (1987)
- Franz Hinterdorfer, Amtsleiter (1988), Träger des Goldenen Verdienstzeichens der Republik Österreich (1989)

### Ehrennadelträger von Kreuzen
- Rudolf Kandulski, Ehrenkommandant der Freiwilligen Feuerwehr (1988)
- Karl Maschik, Obmann der Wassergenossenschaft Bad Kreuzen (1988)

### Söhne und Töchter der Gemeinde
- Theophil Heimb (* 1706 in Bad Kreuzen; † 1773 in Wien), Zisterzienser, Prediger und Ordenshistoriker
- Hermann Heinz Ortner (* 1895 in Bad Kreuzen; † 1956 in Salzburg), Schriftsteller und Dramatiker
- Kurt Lettner (* 1937 in Bad Kreuzen), war 40 Jahre Hauptschullehrer, davon viele Jahre Hauptschuldirektor von Mauthausen, Vizebürgermeister von Mauthausen, nebenberuflich Heimatforscher, Kulturjournalist, Sachverständiger für Kunst und Antiquitäten, promovierte im Rahmen seines Seniorenstudiums in Kunstgeschichte und Ethnologie
- Notburga Astleitner (* 1958 in Bad Kreuzen), Landtagsabgeordnete (2012 bis 2015), Bundesrat (2009 bis 2012), Bezirksschulinspektorin, Gemeinderätin in Bad Kreuzen
- Viktor Sigl (* 1954 in Bad Kreuzen), Landesrat in der OÖ. Landesregierung (2003 bis 2013), seither Landtagspräsident von Oberösterreich, Unternehmer.